# Martin Irwahn

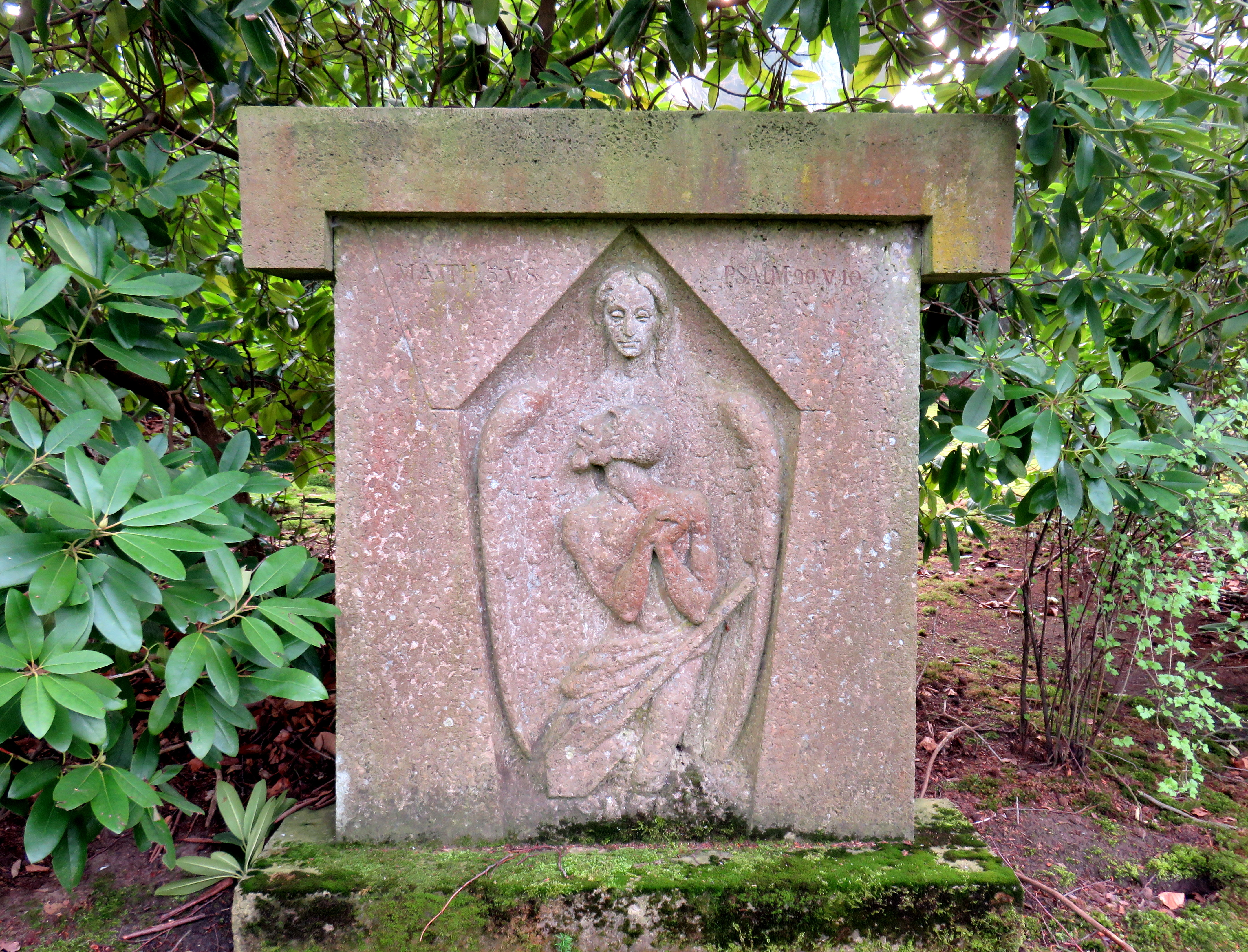
Engel mit Totengräber, 1920, Friedhof Ohlsdorf, Hamburg-Ohlsdorf

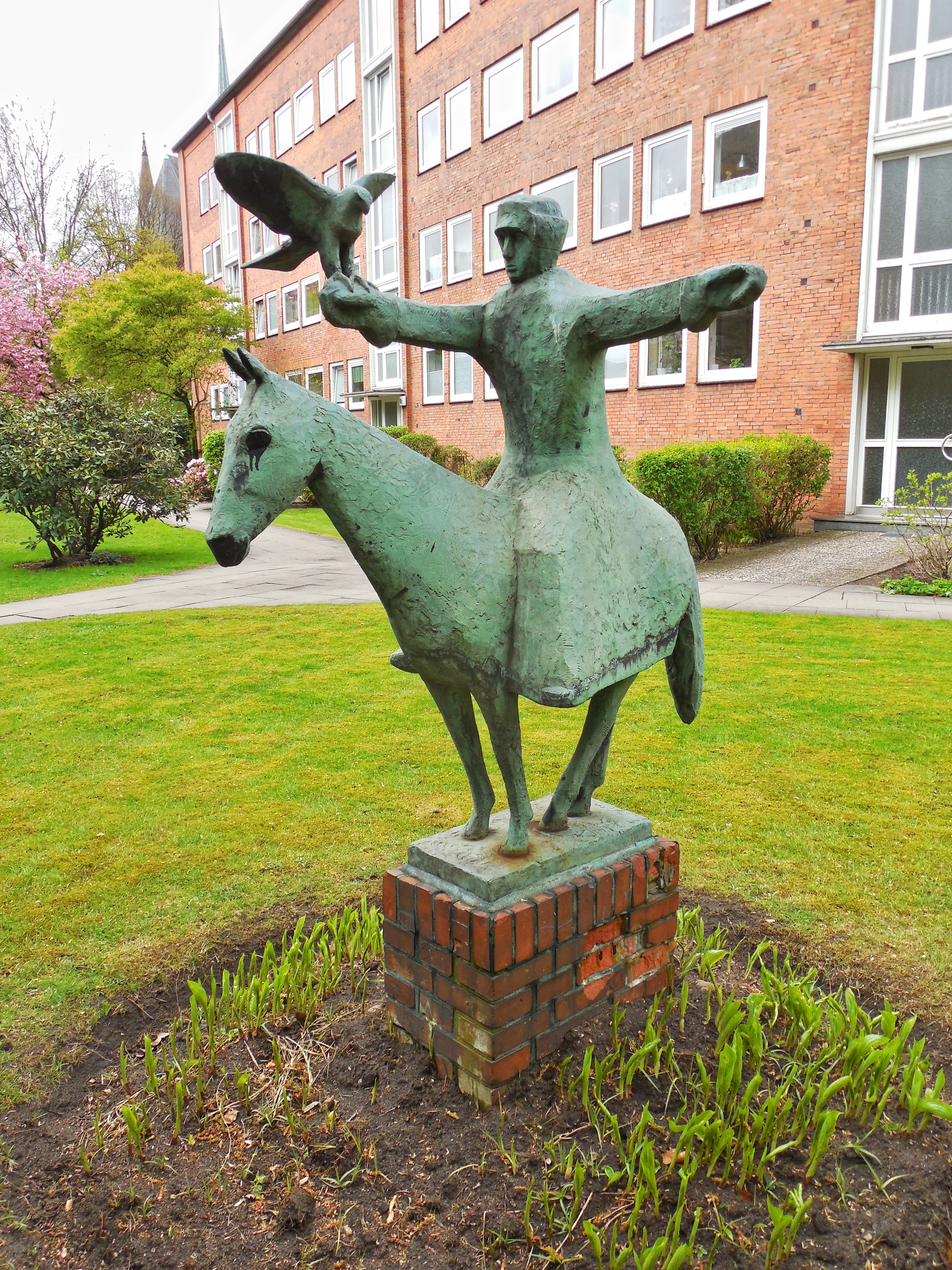
Falkner zu Pferd, 1954, Hamburg-Uhlenhorst

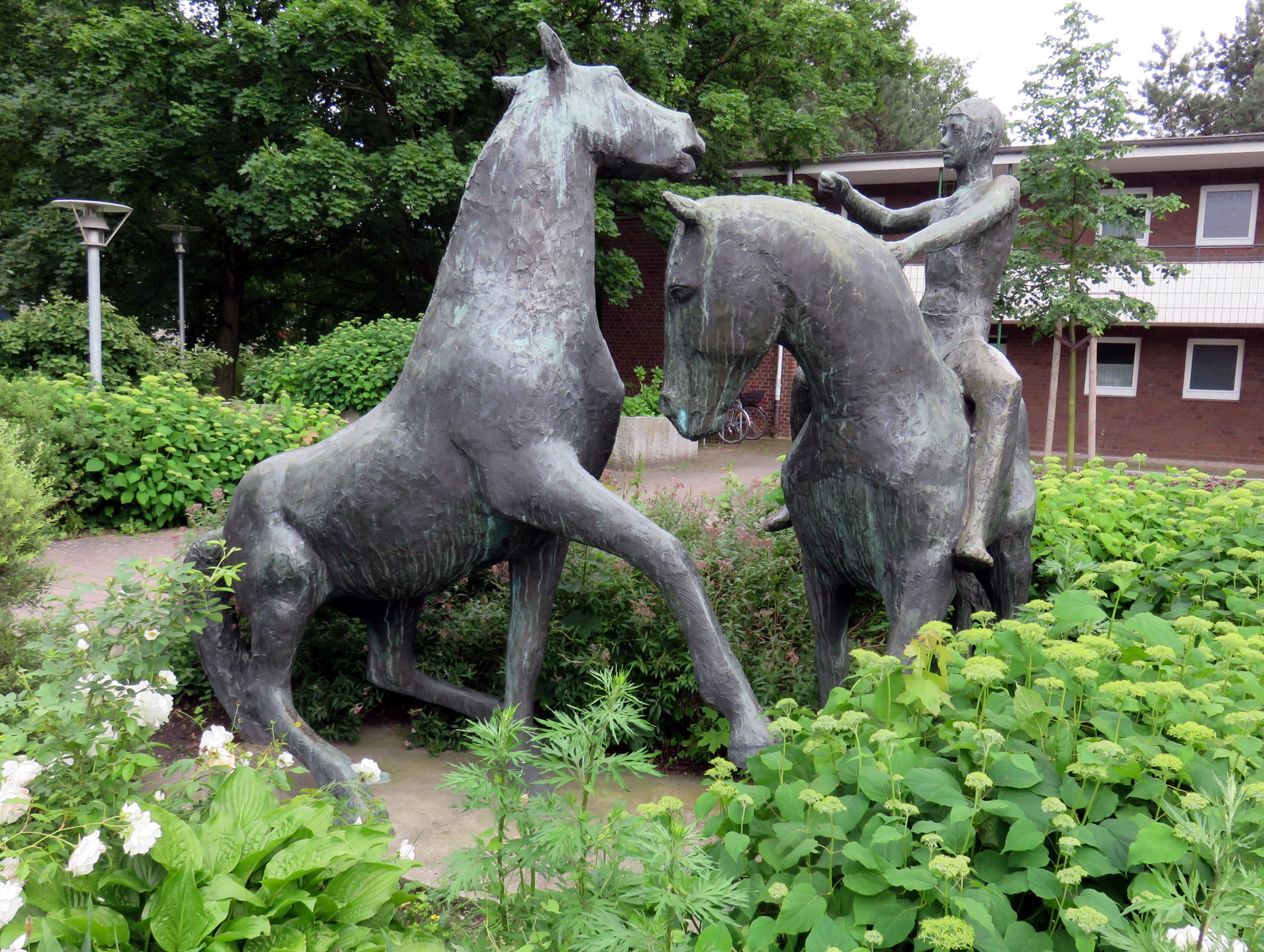
Reiter mit zwei Pferden, 1968, Hamburg-Niendorf

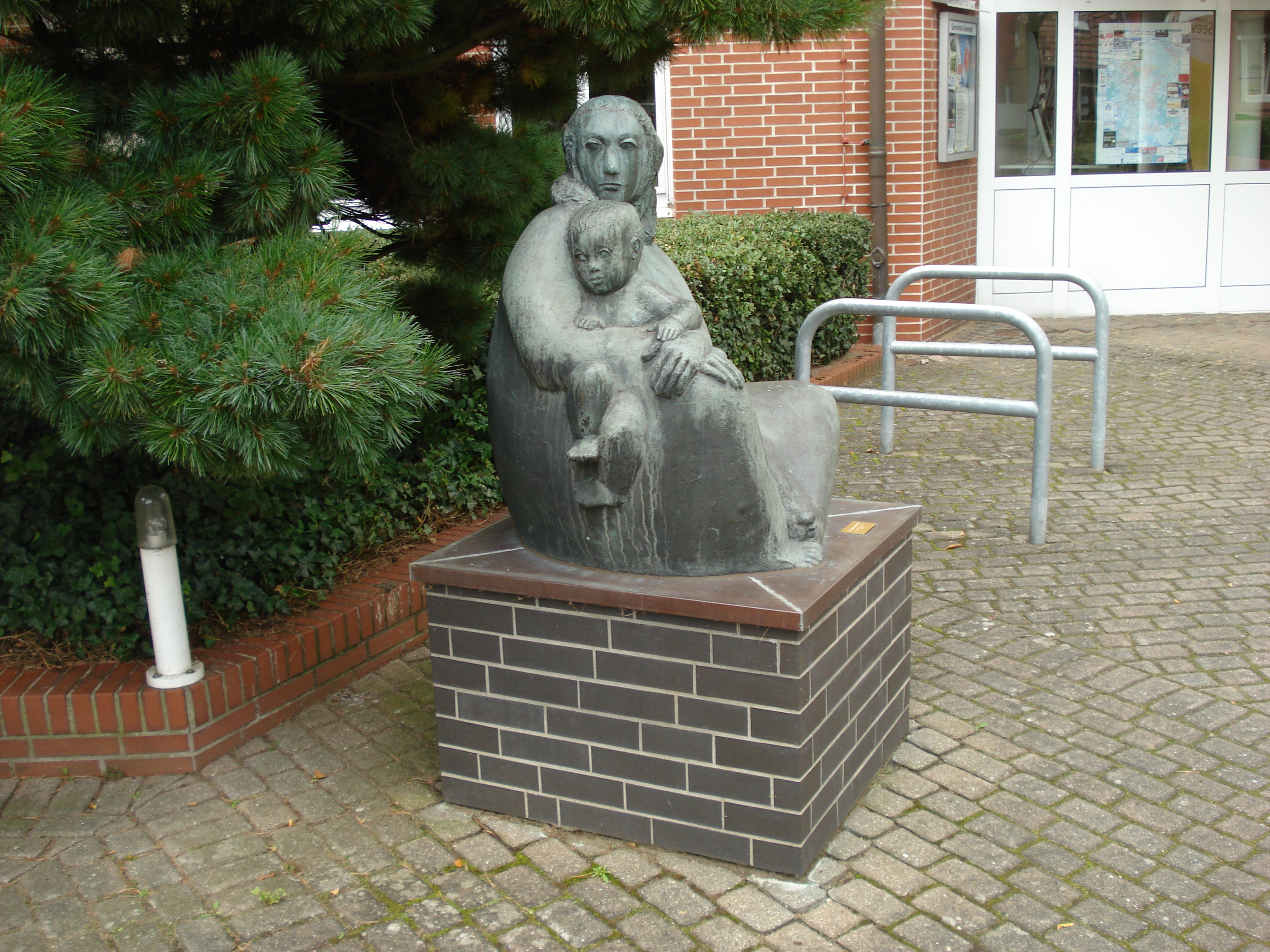
Mutter und Kind, 1979, Hittfeld

August Julius Martin Irwahn (* 18. Februar 1898 in Hamburg; † 11. Juli 1981 in Eddelsen bei Hittfeld, Seevetal) war ein deutscher Maler und Bildhauer der Verschollenen Generation.

## Leben
Martin Irwahn wurde am 18. Februar 1898 als Sohn des Kaufmanns Johannes Wilhelm Heinrich Irwahn (1868–1948) und dessen Frau Amanda Jacobine Emma Irwahn (* 1871), geborene Raab, in deren Wohnung in der Spaldingstraße 80 in Hamburg-Hammerbrook geboren. Seine Mutter war die Schwester des Porzellanmalers und Politikers Friedrich Raab, der zu der Zeit der Hamburgischen Bürgerschaft angehörte. Sein Vater Johannes Irwahn berief 1893 die Gründungsversammlung des DHV ein und war von 1893 bis 1896 dessen Verbandsvorsteher. Er gründete auch den „Deutschen Verein“, der sich explizit gegen die „Verjudung auf allen Gebieten“ richtete. Sein Großvater Johannes Irwahn war Geistlicher in Hamburg-Rothenburgsort. Martin Irwahn wuchs mit seinen Geschwistern Fritz (* 1900) und Gertrud auf.
Als Martin Irwahn drei Jahre alt war, blieb nach einem Unfall seine linke Hand verstümmelt, mit der er später jedoch einen Meißel halten konnte. Aufgrund einer Ohren-Tuberkulose wurde er ab 1910 mehrmals operiert. Da seine Eltern seinen Wunsch, Künstler zu werden, ablehnten, zog er bei denen aus und in einen Wasserturm, in der Waldstraße 37 ein. 1911–1917 absolvierte er eine Bildhauerausbildung an der Hamburger Kunstgewerbeschule bei Johann Michael Bossard und Richard Luksch mit sehr guten Noten. Anschließend studierte er an der Akademie für Bildende Künste Dresden bei Georg Wrba.
Ab 1920 war er als freischaffender Künstler in Hamburg tätig, wo er Mitglied der Hamburgischen Künstlerschaft wurde. 1926 heiratete er Gertrud Brinckmann, die Tochter des Museumsdirektor Justus Brinckmann und dessen dritten Frau, der Malerin Henriette Hahn-Brinckmann. Am 15. Januar 1927 wurde der Sohn Hans-Martin Irwahn geboren. 1928 zog die Familie von Bergedorf in eine Kate in Vossmoor bei Geesthacht. Hans Martin Ruwoldt, Karl Kluth und Willem Grimm studierten die Tiere seiner dortigen Tierhaltung. Auch Herbert Spangenberg betrieb dort Studien für seine Käfigbilder.
In der Zeit des Nationalsozialismus war Irwahn obligatorisch Mitglied der Reichskammer der bildenden Künste. Für diese Zeit ist seine Teilnahme an sieben Gruppenausstellungen sicher belegt. Er konnte sich stilistisch aber nicht mehr frei entfalten, da diese Werke sonst als Entartete Kunst deklariert werden würden. Er bekam Pressionen und berufliche Einschränkungen. Am 7. Dezember 1933 wurde die Tochter Gesa Irwahn geboren und am 13. August 1935 der zweite Sohn Heinrich Justus (Heiner) Irwahn. Ab 1936 ist Irwahn im Hamburger Adressbuch mit der Adresse Schwarze Straße 1 in Hamburg-Hamm verzeichnet. Im Ohlendorffhaus, das diese Adresse hatte, stellte die Hamburger Stadt seit 1932 Künstlern für eine geringe Miete Ateliers mit Wohnräumen zur Verfügung. Irwahn hatte ein Atelier im Erdgeschoss. Im selben Jahr übernahm Gertrud Irwahn die Aufgaben der Hausmeisterin im Ohlendorffhaus und Martin Irwahn schuf im Auftrag, zusammen mit Baurat Hans Meding und Ludwig Kunstmann, auf dem Friedhof Ohlsdorf die Ehrengruft für die Gefallenen der Bewegung. Zwischen Irwahn und dem Bildhauer Alfred Wittich, in dessen Funktion als Kunstwart des Hamburger Senats, kam es zu Differenzen um die Ehrengruft. Danach hielt Irwahn sich vorübergehend in Berlin auf. Ab 1937 ist Gertrud Irwahn im Hamburger Adressbuch verzeichnet mit dem Zusatz Spritzmalerei und der Adresse Lindenstraße 19 in Hamburg-St. Georg, ab 1940 mit der Adresse Große Theaterstraße 44/45 in Hamburg-Neustadt. 1940 nahm Martin Irwahn an der Hansischen Hochschule für bildende Künste an einem Fortbildungskurs von Johann Michael Bossard für Großplastik teil. Als Vorlage für Tierplastiken fertigte er oft Zeichnungen im Tierpark Hagenbeck an.
Im Zweiten Weltkrieg wurde Hamburg-Hamm bei alliierten Luftangriffen im Rahmen der Operation Gomorrha im Juli 1943 fast vollständig zerstört. Auch das Ohlendorffhaus war betroffen. Alle dort gelagerten Arbeiten Irwahns wurden zerstört, wie unter anderen auch die Arbeiten von Paul Bollmann, Eduard Hopf und Emil Rasmus Jensen. Irwahn war Luftschutzwart für das Ohlendorffhaus. Indem er in den für 50 Personen ausgelegten Luftschutzkeller ca. 400 Personen reinließ, rettete er vielen Menschen das Leben. Irwahn, seine Schülerin, Malerin und Bildhauerin Ruth Godbersen (1921–2006), Karl Kluths Frau Hannah und Emil Rasmus Jensen liefen danach in Richtung Horner Kreisel und fanden später bei Gertrud Irwahn Unterkunft. Mit seiner Familie und Ruth Godbersen flüchtete Irwahn nach Dagebüll, kehrte aber bald darauf zurück und trennte sich von Gertrud, um nun mit Ruth Godbersen in der Großen Theaterstraße zusammenzuwohnen.
Nachdem der Leichnam des wegen seiner Äußerungen gegen das NS-Regime und der darauf folgenden Denunziation verhafteten und am 5. Dezember 1943 im KZ Fuhlsbüttel ermordeten Malers, Grafikers sowie Professors an der Hansischen Hochschule für bildende Künste Hugo Meier-Thur seinen Angehörigen zur Bestattung übergeben worden war, wollte die Malerin und Bildhauerin Emma Gertrud Eckermann mit Martin Irwahn eine Totenmaske anfertigen. An dem Leichnam konnten sie die Spuren schwerer Misshandlungen und einen blau angelaufenen Kopf feststellen, was darauf schließen ließ, dass Meier-Thur nach den Misshandlungen erstickt worden war.
1945 gründete Martin Irwahn unter anderen mit Richard Steffen die Künstlergemeinschaft Hamburger Gruppe 1945, der auch Ruth Godbersen angehörte. Zudem war er 1945 Mitbegründer und Mitglied Nr. 1 des späteren Berufsverbandes Bildender Künstler Hamburg, dessen 1. Vorsitzender er bis 1949 war. Er war beteiligt an der Einführung der Zweiprozentklausel für Kunst am Bau. 1946 gehörte er zu den Mitbegründern der Werkstättengemeinschaft und Lehranstalt für alle Künste Der Baukreis. Er heiratete Ruth Godbersen, die ihm den Sohn Godber gebar, und reiste 1947 für einen Besuch nach London. Wegen Meinungsverschiedenheiten verließen 1948 unter anderen Martin und Ruth Irwahn die Hamburger Gruppe 1945. 1949 gab er sein Atelier in der Großen Theaterstraße 45 auf, ist aber im Hamburger Adressbuch von 1950 dort noch verzeichnet.
Ein Jahr lang besetzte er mit anderen Künstlern, wie zum Beispiel dem Maler Paul Schmehrsal (1902–1981), das leerstehende Gutshaus auf dem Gut Eddelsen in Eddelsen, in dem der Maler Leopold von Kalckreuth einst lebte und im Dezember 1928 starb. Das Gut Eddelsen vererbte Kalckreuth der Stadt Hamburg mit der Bestimmung, dort einen Ruhesitz für mittellose Künstler zu schaffen, jedoch nutzte die es nach langem Leerstand im Zweiten Weltkrieg als Ausweichkrankenhaus für das Harburger Krankenhaus und verkaufte es nach dem Krieg an die Mineralölunternehmen Shell, das dort ein Tagungs- und Fortbildungszentrum einrichtete.
Nach Beendigung der Hausbesetzung wohnte Irwahn drei Jahre lang im Bahnwärterhaus von Eddelsen und zog dann in ein Haus auf einem Hügelgrundstück in Eddelsen. 1960 wurde ihm der Edwin-Scharff-Preis der Stadt Hamburg verliehen, wie auch dem Maler und Grafiker Tom Hops. Später wurde Irwahn Mitglied der 1974 gegründeten Künstlervereinigung Seevetaler Künstler 74, die bis 2007 bestand.

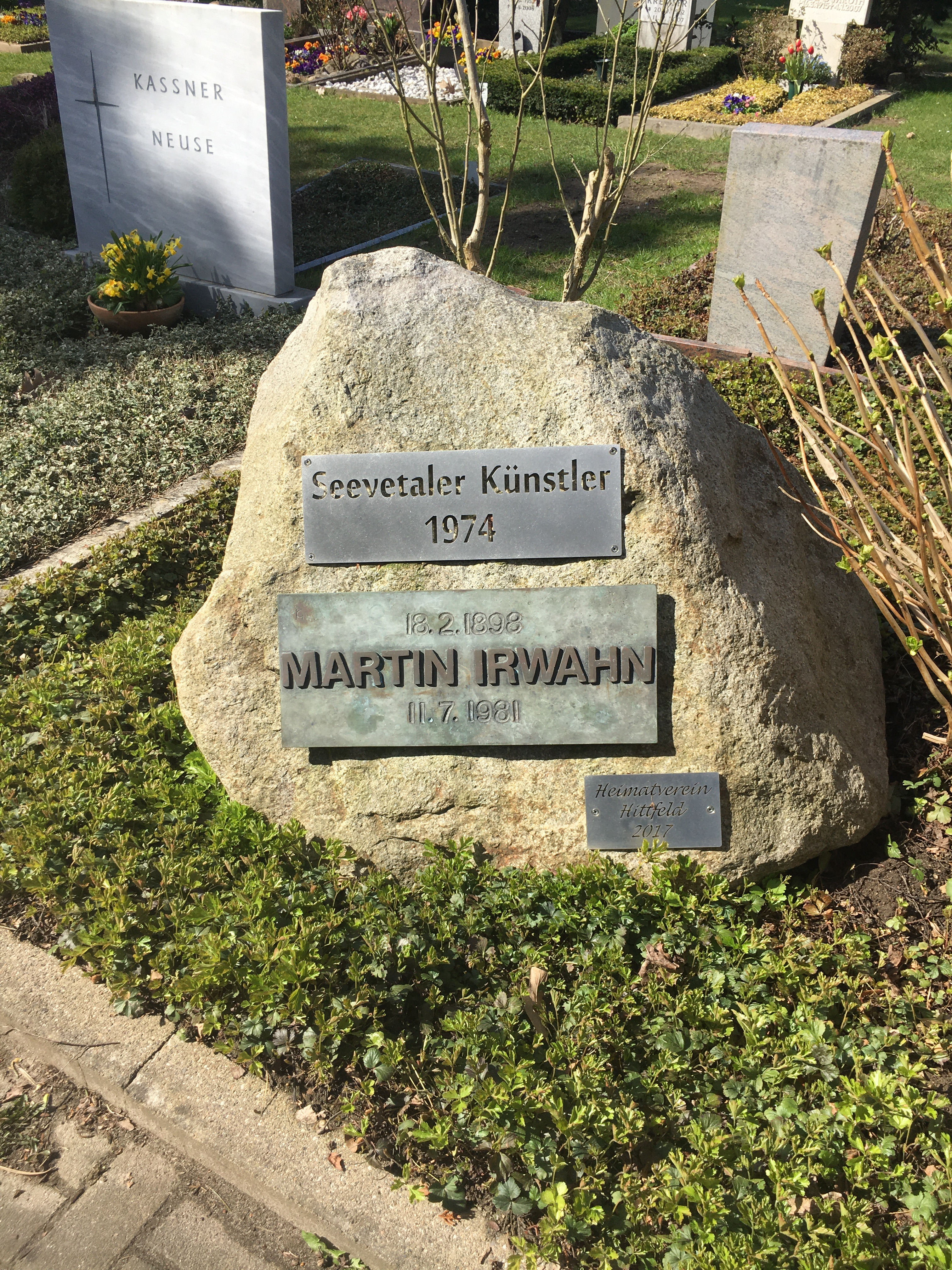
Irwahns Grabstätte in Hittfeld

Martin Irwahn wurde auf dem Hittfelder Friedhof beigesetzt. An der Grabstelle wurde auch seine Ehefrau Ruth und der gemeinsame Sohn Godber begraben. Ursprünglich war dort eine Skulptur Irwahns aufgestellt, die ein sitzendes Mädchen darstellte. Nachdem diese Betonskulptur von der Witterung zerstört worden war, stellte der Heimatverein Hittfeld dort 2017 einen Granitfindling auf.

## Ausstellungen (Auswahl)
Einzelausstellungen
- 1936: Mit Willem Grimm und Will Spanier (1894–1957), Kunstverein in Hamburg[20]
- 1940: Frühjahrsausstellung, Griffelkunst-Vereinigung Hamburg-Langenhorn, Fritz-Schumacher-Schule, Hamburg-Langenhorn[21]
- 1949: Mit Eduard Bargheer, Kunstverein in Hamburg
- 1980: Mit Detlef Birgfeld (* 1937) und Eylert Spars (1903–1984), Kunsthaus Hamburg[22]

Gemeinschaftsausstellungen
- 1927: Ausstellung der Hamburgischen Künstlerschaft, Hamburger Kunsthalle
- 1940: Deutsche Bildhauer der Gegenwart, Kunstverein in Hamburg
- 1941: Herbstausstellung Hamburger Künstler in der Hamburger Kunsthalle, veranstaltet vom Kunstverein in Hamburg – Gipsskulptur: Eisbär[23][24]
- 1942: Norddeutsche Aquarelle und Kleinplastik, Hamburger Kunsthalle
- 1946: Erste Ausstellung der Hamburger Gruppe 1945 in den Hamburger Malerstuben, Alsterufer 11, Hamburg-Rotherbaum
- 1949: 2. Deutsche Kunstausstellung, Stadthalle Nordplatz, Dresden-Albertstadt
- 1949: Kunstverein in Hamburg
- 1951: Plastik und Bildhauerzeichnungen, Kunstverein in Hamburg[25]
- 1965: Zehn Jahre Edwin-Scharff-Preis, Kunsthaus Hamburg
- 1972: Bildhauer in Hamburg, Kunsthaus Hamburg
- Ab den 1970er Jahren: Ausstellungen mit der Künstlergruppe Seevetaler Künstler 74 in Seevetal

Posthum
- 2017: Die Kunst ist öffentlich, Hamburger Kunsthalle – Bronzeskulptur: Balzende Reiher[26][27]

## Werke (Auswahl)
- 1920: Engel mit Totengräber, Grabsteinrelief mit Inschriften („V.“ steht für „Vers“), links oben „MATTH. 5. V. 8“ („Selig, die rein sind im Herzen; denn sie werden Gott schauen.“)[28] und rechts oben „PSALM 90. V. 10“ („Die Zeit unseres Lebens währt siebzig Jahre, wenn es hochkommt, achtzig. Das Beste daran ist nur Mühsal und Verhängnis, schnell geht es vorbei, wir fliegen dahin.“),[29] Grab Vorg Huminius, beim Riedemann-Mausoleum, gegenüber Kapelle 8, Friedhof Ohlsdorf, Hamburg-Ohlsdorf
- 1936: Ehrengruft für die Gefallenen der Bewegung, Friedhof Ohlsdorf, Hamburg-Ohlsdorf, zusammen mit Baurat Hans Meding und Ludwig Kunstmann – 1946 eingeebnet
- 1937: Entwurf zweier Büsten von Paul von Hindenburg und Adolf Hitler, angefertigt aus gelblichen Marmor von der Steinmetzfirma Thiele & Co., im Auftrag der Groß-Hamburger Innungen für die Vorhalle der Handwerkskammer Hamburg[30][31]
- 1949: Balzende Reiher, Bronze, Hamburger Kunsthalle
- 1950: Tauben, Muschelkalk, Hamburger Stadtpark, Hamburg-Winterhude
- 1951: Lesendes Kinderpaar, Muschelkalk, Stadtteilschule Niendorf, Paul-Sorge-Straße 133–135, Hamburg-Niendorf[32]
- 1951: Tanzende Mädchen, Keramik,  auf einem ehemaligen Brunnen im Innenhof, Naumannplatz (SAGA), Hamburg-Dulsberg
- 1954: Gänsepaar, Bronze, Höhe: 85 cm, Schule Lupinenweg (1981 geschlossen), Lupinenweg 12, Hamburg-Osdorf
- 1954: Falkner zu Pferd, Bronze, gegossen von Kunstgießerei Schmäke, Düsseldorf. Schürbeker Straße 10b, Hamburg-Uhlenhorst
- 1955: Knabe mit Hund, Bronze, Richardstraße 44, Hamburg-Uhlenhorst
- 1958: Gazelle, Bronze, Heim Averhoffstraße, Hamburg-Uhlenhorst
- 1959: Goldesel, Schule Musäusstraße (heute Schule Iserbrook), Hamburg-Iserbrook
- 1959: Zwei Fischotter, Stein, Schmachthäger Straße 70 (SAGA), Hamburg-Steilshoop
- 1960: Fohlen, Bronze, Schöneberger Straße 19 (SAGA), Hamburg-Jenfeld[33]
- 1960: Pferd, Bronze, Schule Weusthoffstraße 95 (heute Grundschule am Kiefernberg), Hamburg-Heimfeld
- 1960: Mutter und Kind, Bronze, erst am Gesundheitsamt Mörkenstraße (abgerissen) in Hamburg-Altona-Altstadt, dann Gesundheitsamt Altona in Hamburg-Ottensen[34][35]
- 1960: Fohlen, Bronze, Korachstraße, Hamburg-Lohbrügge
- 1965: Flamingos, Bronze, Asklepios Westklinikum Hamburg, Hamburg-Rissen[36]
- 1965: Schafhirte, Stein, Haus 6, im Hof der Station 6a der Asklepios Klinik Nord, Standort Ochsenzoll, Hamburg-Langenhorn
- 1966: Lesender Knabe, Bronze, Ladenbeker Furtweg 14, Hamburg-Lohbrügge
- 1966: Fohlengruppe, Schule Stübenhofer Weg, Hamburg-Wilhelmsburg
- 1968: Reiter mit zwei Pferden, Bronze, gegossen von Wilhelm Füssel, Berlin-Charlottenburg. Wagrierweg 31, Hamburg-Niendorf
- 1970: Reh, Bronze. Die Skulptur stand im Garten des Künstlers in Eddelsen zu dessen Lebzeiten. Weitere Besitzer waren der Sohn Godber und danach dessen Erbe. Dieser überließ sie dem Bürgerverein Eddelsen, der sie zusammen mit dem Heimatverein Hittfeld 2015 vor der Filiale der Sparkasse Harburg-Buxtehude in der Kirchstraße 19 in Hittfeld aufstellen ließ.[36]
- 1971: Drei Kraniche, Bronze, Ladenbeker Weg 22, Hamburg-Lohbrügge
- 1979: Mutter und Kind, Bronze, Kirchstraße 11, vor dem Rathaus der Gemeinde Seevetal in Hittfeld
- 19??: Aktenverlierer, Skulptur, DAG-Haus (DHV), heute Brahms Kontor, Hamburg-Neustadt
- 19??: Kraniche (vermutlich von Martin Irwahn), Gips und Metall, nicht signiert. Bis November 2013 stand die Skulptur auf der Veranda Irwahns ehemaligen Hauses in Eddelsen, dann in der Wassermühle Karoxbostel, Verein Wassermühle Karoxbostel, Karoxbostel[37]